# فرانك ماكجي
فرانك ماكجي (بالإنجليزية: Frank McGee)‏ هو صحفي أمريكي، ولد في 12 سبتمبر 1921 في مونرو في الولايات المتحدة، وتوفي في 17 أبريل 1974 في نيويورك في الولايات المتحدة.

## وصلات خارجية
- فرانك ماكجي على موقع IMDb (الإنجليزية)